# Ehiravidae
Ehiravidae – rodzina morskich ryb promieniopłetwych z rzędu śledziokształtnych (Clupeiformes).

## Systematyka
Do rodziny należą następujące rodzaje:
- Clupeichthys Bleeker, 1855
- Clupeoides Bleeker, 1851
- Clupeonella Kessler, 1877
- Corica Hamilton, 1822
- Dayella Talwar & Whitehead, 1971 – jedynym przedstawicielem jest Dayella malabarica (Day, 1873)
- Ehirava Deraniyagala, 1929 – jedynym przedstawicielem jest Ehirava fluviatilis Deraniyagala, 1929
- Gilchristella Fowler, 1935 – jedynym przedstawicielem jest Gilchristella aestuaria (Gilchrist, 1913)
- Minyclupeoides Roberts, 2008 – jedynym przedstawicielem jest Minyclupeoides dentibranchialus Roberts, 2008
- Sauvagella Bertin, 1940
- Spratellomorpha Bertin, 1946 – jedynym przedstawicielem jest Spratellomorpha bianalis (Bertin, 1940)
- Sundasalanx Roberts, 1981